# Guo Dan
Guo Dan (chiń. 郭丹 ur. 20 grudnia 1985) – chińska łuczniczka sportowa. Srebrna medalistka olimpijska z Pekinu.
Startowała w konkurencji łuków klasycznych. Zawody w 2008 były jej jedynymi igrzyskami olimpijskimi. Po srebro sięgnęła w drużynie, tworzyły ją również Zhang Juanjuan i Chen Ling.